# Collegio uninominale Veneto 2 - 05 (2020)
Il collegio elettorale uninominale Veneto 2 - 05 è un collegio elettorale uninominale della Repubblica Italiana per l'elezione della Camera dei deputati.

## Territorio
Come previsto dalla legge n. 51 del 27 maggio 2019, il collegio è stato definito tramite decreto legislativo all'interno della circoscrizione Veneto 2.
È formato territorio di 51 comuni della provincia di Vicenza: Agugliaro, Albettone, Alonte, Altavilla Vicentina, Altissimo, Arcugnano, Arzignano, Asigliano Veneto, Barbarano Mossano, Bolzano Vicentino, Brendola, Bressanvido, Caldogno, Camisano Vicentino, Campiglia dei Berici, Castegnero, Chiampo, Costabissara, Creazzo, Crespadoro, Dueville, Gambellara, Gambugliano, Grisignano di Zocco, Grumolo delle Abbadesse, Isola Vicentina, Longare, Lonigo, Montebello Vicentino, Montecchio Maggiore, Montegalda, Montegaldella, Monteviale, Monticello Conte Otto, Montorso Vicentino, Nanto, Nogarole Vicentino, Noventa Vicentina, Orgiano, Pojana Maggiore, Quinto Vicentino, San Pietro Mussolino, Sarego, Sossano, Sovizzo, Torri di Quartesolo, Val Liona, Vicenza, Villaga, Zermeghedo e Zovencedo.
Il collegio è parte del collegio plurinominale Veneto 2 - 02.

## Eletti
| Elezione | Elezione | Deputato               | Partito           |
| -------- | -------- | ---------------------- | ----------------- |
|          | 2022     | Maria Cristina Caretta | Fratelli d'Italia |

## Dati elettorali

### XIX legislatura
Come previsto dalla legge elettorale, 147 deputati sono eletti con sistema a maggioranza relativa in altrettanti collegi uninominali a turno unico.
| Candidati                                 | Candidati                        | Voti    | %     | Liste                          | Voti    | %     |
| ----------------------------------------- | -------------------------------- | ------- | ----- | ------------------------------ | ------- | ----- |
|                                           | Maria Cristina Caretta ✔️ Eletto | 122 408 | 56,37 | Fratelli d'Italia              | 70 196  | 32,33 |
| Lega per Salvini Premier                  | Maria Cristina Caretta ✔️ Eletto | 122 408 | 56,37 | 33 902                         | 15,61   |       |
| Forza Italia                              | Maria Cristina Caretta ✔️ Eletto | 122 408 | 56,37 | 14 615                         | 6,73    |       |
| Noi moderati/Lupi - Toti - Brugnaro - UDC | Maria Cristina Caretta ✔️ Eletto | 122 408 | 56,37 | 3 695                          | 1,70    |       |
|                                           | Diego Zaffari                    | 48 300  | 22,24 | Partito Democratico-IDP        | 32 830  | 15,12 |
| Alleanza Verdi e Sinistra                 | Diego Zaffari                    | 48 300  | 22,24 | 7 928                          | 3,65    |       |
| +Europa                                   | Diego Zaffari                    | 48 300  | 22,24 | 6 827                          | 3,14    |       |
| Impegno Civico - Centro Democratico       | Diego Zaffari                    | 48 300  | 22,24 | 715                            | 0,33    |       |
|                                           | Stefano Zausa                    | 20 287  | 9,34  | Azione - Italia Viva - Calenda | 20 287  | 9,34  |
|                                           | Sonia Perenzoni                  | 12 318  | 5,67  | Movimento 5 Stelle             | 12 318  | 5,67  |
|                                           | Boris Negrello                   | 5 254   | 2,42  | Italexit                       | 5 254   | 2,42  |
|                                           | Giulio Quadri                    | 4 141   | 1,91  | Vita                           | 4 141   | 1,91  |
|                                           | Giovanni Novello                 | 2 352   | 1,08  | Italia Sovrana e Popolare      | 2 352   | 1,08  |
|                                           | Annarita Simone                  | 2 078   | 0,96  | Unione Popolare                | 2 078   | 0,96  |
| Totale                                    | Totale                           | 217 138 | 100   |                                | 217 138 | 100   |
|                                           |                                  |         |       |                                |         |       |
| Schede bianche                            | Schede bianche                   | 2 953   | 1,31  |                                |         |       |
| Schede nulle                              | Schede nulle                     | 5 808   | 2,57  |                                |         |       |
| Votanti                                   | Votanti                          | 225 899 | 71,60 |                                |         |       |
| Elettori                                  | Elettori                         | 315 485 |       |                                |         |       |